# Svart smörbult
Svart smörbult (Gobius niger) är en fisk i familjen smörbultar. 

## Utseende
Den svarta smörbulten är kraftigt byggd. Honor och yngre hanar är brunaktiga till gråfläckiga, äldre hanar är mörkt blågrå till svarta. Två ryggfenor, varav den främsta är hög, med taggstrålar och ofta svart i toppen. Den bakre är lägre och mjukstrålig. De två bukfenorna är sammanvuxna och bildar en sugskiva. Den svarta smörbulten blir upp till 20 cm lång, vanligtvis mindre i Östersjön. 

## Utbredning
Svarta havet, Medelhavet och östra Atlanten från Nordafrika norrut runt Brittiska öarna till mellersta Norge. Går in i Skagerack, Kattegatt och större delen av Östersjön.

## Vanor
Den svarta smörbulten lever ensam eller i par i havet, även om den kan gå in i flodmynningar och brackvatten. Den vistas främst på grunt vatten på upp till 75 meters djup under vintern, lägre på sommaren.
Den föredrar mjuka bottnar, där den ofta lurar på byten delvis nergrävd. Födan utgörs av bottendjur som mindre kräftdjur, blötdjur och maskar samt småfisk. Livslängd upp till 4 år.

## Fortplantning
Fisken blir könsmogen vid 1 till 2 års ålder. Leken sker under vår till sommar, under vilken hanen får mycket färgrika fenor. Honan lägger upp till 6 000 ägg i en utgrävd hålighet eller ett tomt musselskal. Hanen vaktar äggen, som kläcks efter 1 till 2 veckor. Ynglen övergår från ett pelagiskt liv till bottenliv när de är 1 till 2 centimeter långa. Den fortplantar sig i Sverige.

## Ekonomiskt värde
Används endast som agn.